# Beinn a' Chreachain
Beinn a' Chreachain är ett berg i Storbritannien.   Det ligger i kommunen Perth and Kinross och riksdelen Skottland, i den nordvästra delen av landet, 600 km nordväst om huvudstaden London. Toppen på Beinn a' Chreachain är 1 081 meter över havet.
Terrängen runt Beinn a' Chreachain är huvudsakligen kuperad.Runt Beinn a' Chreachain är det mycket glesbefolkat, med 4 invånare per kvadratkilometer. Närmaste större samhälle är Crianlarich, 17,4 km söder om Beinn a' Chreachain. Trakten runt Beinn a' Chreachain består i huvudsak av gräsmarker.